# 勇者鬥惡龍XI 尋覓逝去的時光
《勇者鬥惡龍XI 尋覓逝去的時光》是史克威爾艾尼克斯开发并发行在PlayStation 4、任天堂3DS、Windows和任天堂Switch平台上的電子角色扮演遊戲。遊戲是勇者鬥惡龍系列第11部正傳，也是系列诞生30周年的纪念作品。游戏于2015年公布消息，2017年7月在日本发售PlayStation 4和任天堂3DS版本，2017年11月11日在臺灣與香港發行PS4平台中文版；2018年9月4日發售Windows版、同時在欧美地區发售PlayStation 4版；而任天堂Switch版本《勇者鬥惡龍XI S 尋覓逝去的時光 － Definitive Edition》几经延期后于2019年9月27日发售，该版本為游戏的加強版并且内置繁简中文。该加强版於2020年12月4日上架Xbox One、Windows 10上的Xbox Game Pass、PlayStation 4、Steam以及Epic网络商店。

## 開發
《勇者斗恶龙XI》在2013年企划伊始之时原定为PS4独占，后因担心遊戲平台普及率或許將導致盈利问题(當時PS4和Switch皆尚未發售)，決定增加了3DS版。游戏在开发过程中根据平台分为两组人马，3DS版的团队由横田贤人负责，PS4版的团队由冈本北斗负责。
遊戲於2015年7月28日的「勇者鬥惡龍新作發表會」上正式公布。系列以往編號作品只對任天堂或索尼電腦娛樂單廠商獨佔，這是系列首次跨雙廠商平台。前作《勇者鬥惡龍X》為大型多人線上角色扮演遊戲，本作再度回歸《I》至《IX》的單機RPG（角色扮演）。PlayStation 4與Switch版本采用虚幻引擎4开发。此外本作也是在Switch尚未上市時，首个确定将会登上該平台的游戏。
游戏于2017年11月11日在PlayStation 4平台上发售繁体中文版。
史克威尔艾尼克斯於2018年9月TGS遊戲展發佈訪談會、稱任天堂Switch版本已開發至可發售狀態遊戲確定將於2019年登錄，並且更名為「勇者鬥惡龍 XI S」，意指其「S」代表「遊戲平台的Switch」、「特別版本用意的Special」及「帶有日文含意的配音(語音)及聲優 (Seiyuu)」。製作人表示視作為另一版本、加強原有內容兼帶有獨立新增情節及追加日文配音語音，亦表示確實額外追加全新獨有劇本。在2019年2月14日的任天堂直面会之后，任天堂香港宣布本作(XiS)確定會内建繁簡中文支援選擇。遊戲內容方面會有各角色追加情節、本作(NS版)更能夠隨時切換3D或2D模式風格作遊玩外，同時完整保留PS4版及3DS版雙方的各自內容，並且加插新劇本及劇情轉變取向。
2020年7月23日，在Xbox直播活动中确定之前任天堂Switch独占的游戏加强版《勇者鬥惡龍XI S 尋覓逝去的時光》将于同年12月4日登陆微软的Xbox One和Windows 10上的Xbox Game Pass游戏订阅服务以及PlayStation 4与Steam网络商店。

## 评价
| 汇总媒体   | 得分                              |
| ---------- | --------------------------------- |
| Metacritic | NS: 90/100 PS4：86/100 PC: 80/100 |

| 媒体            | 得分    |
| --------------- | ------- |
| Destructoid     | 8/10    |
| 电子游戏月刊    | 8.5/10  |
| Game Informer   | 8.25/10 |
| Game Revolution | [ 19 ]  |
| GameSpot        | 9/10    |
| IGN             | 8.8/10  |
| PC Gamer英国    | 68/100  |
| USGamer         | [ 23 ]  |
| Fami通          | 40/40   |
| Metro           | 7/10    |

《勇者斗恶龙XI》的PlayStation 4和任天堂3DS版本都获得了日本知名游戏杂志《FAMI通》的40分满分评价。
日版游戏发售前两日售出208万套，其中任天堂3DS版113万，PlayStation 4版95万。2017年8月7日，日本國內雙平台合計的出货量与下载版加總達300万套。截至2017年結束，本作雙平台合計在日本賣出了308萬套。截至2019年底，加上非首波上市的PC版與Switch版，本作所有版本加總的全球累計出貨數超過了550萬份。

### 獲獎記錄
| 年份 | 獎項               | 類別         | 獲提名                           | 結果 | 來源          |
| ---- | ------------------ | ------------ | -------------------------------- | ---- | ------------- |
| 2017 | PlayStation Awards | 白金賞       | 《勇者鬥惡龍 XI 尋覓逝去的時光》 | 獲獎 | [ 30 ]        |
| 2017 | PlayStation Awards | 玩家最愛大獎 | 《勇者鬥惡龍 XI 尋覓逝去的時光》 | 獲獎 | [ 30 ]        |
| 2018 | 日本遊戲大賞       | 優秀賞       | 《勇者鬥惡龍 XI 尋覓逝去的時光》 | 獲獎 | [ 31 ] [ 32 ] |
| 2018 | 日本遊戲大賞       | 最佳銷售賞   | 《勇者鬥惡龍 XI 尋覓逝去的時光》 | 獲獎 | [ 31 ] [ 32 ] |